# Campanário (Ribeira Brava)
Campanário es una freguesia portuguesa del concelho de Ribeira Brava, con 11,80 km² de superficie y 4.131 habitantes (2001). Su densidad de población es de 350,1 hab/km².